# Horaga halba
Horaga halba är en fjärilsart som beskrevs av William Lucas Distant 1886. Horaga halba ingår i släktet Horaga och familjen juvelvingar. Inga underarter finns listade i Catalogue of Life.